# Kennerspiel des Jahres
 (mars 2025).
Si vous disposez d'ouvrages ou d'articles de référence ou si vous connaissez des sites web de qualité traitant du thème abordé ici, merci de compléter l'article en donnant les références utiles à sa vérifiabilité et en les liant à la section « Notes et références ».
Le Kennerspiel des Jahres (Jeu pour connaisseurs/experts de l'année en allemand) est un prix directement issu du prestigieux Spiel des Jahres pour les jeux de société. Le prix a été créé en 2011.

## Jeux récompensés
| Année | Prix        | Jeu                                                  | Auteur(s)                                                     |
| ----- | ----------- | ---------------------------------------------------- | ------------------------------------------------------------- |
| 2011  | Vainqueur   | 7 Wonders                                            | Antoine Bauza                                                 |
| 2011  | Nommé       | Strasbourg                                           | Stefan Feld                                                   |
| 2011  | Nommé       | Lancaster                                            | Matthias Cramer                                               |
| 2012  | Vainqueur   | Descendance,                                         | Inka Brand, Markus Brand                                      |
| 2012  | Nommé       | K2                                                   | Adam Kałuża                                                   |
| 2012  | Nommé       | Targi                                                | Andreas Steiger                                               |
| 2012  | Recommandé  | Vendredi                                             | Friedemann Friese                                             |
| 2012  | Recommandé  | Hawaii                                               | Gregory Daigle                                                |
| 2012  | Recommandé  | Ora et Labora                                        | Uwe Rosenberg                                                 |
| 2013  | Vainqueur   | Andor                                                | Michael Menzel                                                |
| 2013  | Nommé       | Les Palais de Carrara                                | Wolfgang Kramer, Michael Kiesling                             |
| 2013  | Nommé       | Bruges                                               | Stefan Feld                                                   |
| 2013  | Recommandé  | Terra Mystica                                        | Helge Ostertag, Jens Drögemüller                              |
| 2013  | Recommandé  | Tzolk'in : Le calendrier maya                        | Daniele Tascini, Simone Luciani                               |
| 2014  | Vainqueur   | Istanbul                                             | Rüdiger Dorn                                                  |
| 2014  | Nommé       | Concordia                                            | Walther „Mac“ Gerdts                                          |
| 2014  | Nommé       | Rococo                                               | Matthias Cramer, Louis Malz, Stefan Malz                      |
| 2014  | Recommandé  | Amerigo                                              | Stefan Feld                                                   |
| 2014  | Recommandé  | Blood Bound                                          | Kalle Krenzer                                                 |
| 2014  | Recommandé  | Guildhall                                            | Hope S. Hwang                                                 |
| 2014  | Recommandé  | Russian Railroads                                    | Helmut Ohley, Leonhard Orgler                                 |
| 2015  | Vainqueur   | Broom Service                                        | Andreas Pelikan, Alexander Pfister                            |
| 2015  | Nommé       | Elysium                                              | Brett J. Gilbert, Matthew Dunstan                             |
| 2015  | Nommé       | Orléans                                              | Reiner Stockhausen                                            |
| 2015  | Recommandé  | Les Voyages de Marco Polo                            | Daniele Tascini, Simone Luciani                               |
| 2015  | Recommandé  | Terres d'Arle                                        | Uwe Rosenberg                                                 |
| 2015  | Recommandé  | Deus                                                 | Sébastien Dujardin                                            |
| 2016  | Vainqueur   | Isle of Skye                                         | Alexander Pfister, Andreas Pelikan                            |
| 2016  | Nommé       | Pandemic Legacy - Season 1                           | Matt Leacock, Rob Daviau                                      |
| 2016  | Nommé       | T.I.M.E Stories                                      | Manuel Rozoy                                                  |
| 2016  | Recommandé  | 7 Wonders Duel                                       | Antoine Bauza, Bruno Cathala                                  |
| 2016  | Recommandé  | Blood Rage                                           | Eric M. Lang                                                  |
| 2016  | Recommandé  | Mombasa                                              | Alexander Pfister                                             |
| 2017  | Vainqueur   | Exit – Le Jeu                                        | Inka Brand, Markus Brand                                      |
| 2017  | Nommé       | Pillards de la mer du Nord                           | Shem Phillips                                                 |
| 2017  | Nommé       | Terraforming Mars                                    | Jacob Fryxelius                                               |
| 2017  | Recommandé  | Captain Sonar                                        | Roberto Fraga, Yohan Lemonnier                                |
| 2017  | Recommandé  | The Big Book of Madness                              | Maxime Rambourg                                               |
| 2017  | Recommandé  | Great Western Trail                                  | Alexander Pfister                                             |
| 2017  | Recommandé  | Les Poilus                                           | Fabien Riffaud, Juan Rodríguez                                |
| 2018  | Vainqueur   | Les Charlatans de Belcastel                          | Wolfgang Warsch                                               |
| 2018  | Nommé       | Très futé                                            | Wolfgang Warsch                                               |
| 2018  | Nommé       | Le bien et le malt                                   | Michael Kiesling, Andreas Schmidt                             |
| 2018  | Recommandé  | Clank!                                               | Paul Dennen                                                   |
| 2018  | Recommandé  | Pioneers                                             | Emanuele Ornella                                              |
| 2018  | Sonderpreis | Pandemic Legacy – Season 2                           | Matt Leacock, Rob Daviau                                      |
| 2019  | Vainqueur   | Wingspan                                             | Elizabeth Hargrave                                            |
| 2019  | Nommé       | Carpe Diem                                           | Stefan Feld                                                   |
| 2019  | Nommé       | Detective                                            | Ignacy Trzewiczek, Przemysław Rymer, Jakub Łapot              |
| 2019  | Recommandé  | Architectes du Royaume de l'Ouest                    | Shem Phillips, Sam Macdonald                                  |
| 2019  | Recommandé  | Les Basses Terres                                    | Claudia Partenheimer, Ralf Partenheimer                       |
| 2019  | Recommandé  | Newton                                               | Simone Luciani, Nestore Mangone                               |
| 2019  | Recommandé  | Paper Tales                                          | Masato Uesugi                                                 |
| 2020  | Vainqueur   | The Crew                                             | Thomas Sing                                                   |
| 2020  | Nommé       | Cartographer                                         | Jordy Adan                                                    |
| 2020  | Nommé       | Le Dilemme du Roi                                    | Lorenzo Silva, Hjalmar Hach, Carlo Burelli                    |
| 2020  | Recommandé  | Paladins du Royaume de l'Ouest                       | Shem Phillips, Sam Macdonald                                  |
| 2020  | Recommandé  | Res Arcana                                           | Tom Lehmann                                                   |
| 2020  | Recommandé  | Underwater Cities                                    | Vladimír Suchý                                                |
| 2021  | Vainqueur   | Paleo                                                | Peter Rustemeyer                                              |
| 2021  | Nommé       | Les Ruines Perdues de Narak                          | Michaela Štachová, Michal Štach                               |
| 2021  | Nommé       | Fantasy Realms                                       | Bruce Glassco                                                 |
| 2021  | Recommandé  | Aeon’s End                                           | Kevin Riley                                                   |
| 2021  | Recommandé  | Riftforce                                            | Carlo Bortolini                                               |
| 2021  | Recommandé  | Gloomhaven                                           | Isaac Childres                                                |
| 2021  | Recommandé  | Barrage                                              | Tommaso Battista, Simone Luciani                              |
| 2022  | Vainqueur   | Living Forest                                        | Aske Christiansen                                             |
| 2022  | Nommé       | Cryptide                                             | Hal Duncan, Ruth Veevers                                      |
| 2022  | Nommé       | Dune: Imperium                                       | Paul Dennen                                                   |
| 2022  | Recommandé  | Ark Nova                                             | Matthias Wigge                                                |
| 2022  | Recommandé  | Khôra                                                | Head Quarter Simulation Game Club                             |
| 2022  | Recommandé  | Witchstone                                           | Martino Chiacchiera, Reiner Knizia                            |
| 2023  | Vainqueur   | Challengers !                                        | Johannes Krenner, Markus Slawitscheck                         |
| 2023  | Nommé       | Iki                                                  | Koota Yamada                                                  |
| 2023  | Nommé       | Planet Unknown                                       | Ryan Lambert, Adam Rehberg                                    |
| 2023  | Recommandé  | Council of Shadows                                   | Martin Kallenborn, Jochen Scherer                             |
| 2023  | Recommandé  | Mindbug                                              | Christian Kudahl, Marvin Hegen, Richard Garfield, Skaff Elias |
| 2024  | Vainqueur   | Daybreak                                             | Matt Leacock, Matteo Menapace                                 |
| 2024  | Nommé       | La Guilde des Expéditions Marchandes                 | Brett J. Gilbert, Matthew Dunstan                             |
| 2024  | Nommé       | Les Aventuriers du Rail Legacy : Légendes de l’Ouest | Matt Leacock, Alan R. Moon, Rob Daviau                        |
| 2024  | Recommandé  | Forêt Mixte                                          | Kosch                                                         |
| 2024  | Recommandé  | Botanicus                                            | Samuele Tabellini Ferrari, Vieri Masseini                     |
| 2024  | Recommandé  | Ritual                                               | Tomás Tarragón                                                |
| 2024  | Recommandé  | Bier Pioniere                                        | Thomas Spitzer                                                |